# Ankarsrum
Ankarsrum est une localité de Suède dans la commune de Västervik située dans le comté de Kalmar.
Sa population était de 1 328 habitants en 2019.